# Durtal
Durtal és un municipi francès situat al departament de Maine i Loira i a la regió de País del Loira. L'any 2007 tenia 3.315 habitants.

## Demografia

### Població
El 2007 la població de fet de Durtal era de 3.315 persones. Hi havia 1.395 famílies de les quals 462 eren unipersonals (229 homes vivint sols i 233 dones vivint soles), 440 parelles sense fills, 396 parelles amb fills i 97 famílies monoparentals amb fills.
La població ha evolucionat segons el següent gràfic:
Habitants censats

### Habitatges
El 2007 hi havia 1.600 habitatges, 1.425 eren l'habitatge principal de la família, 74 eren segones residències i 101 estaven desocupats. 1.368 eren cases i 221 eren apartaments. Dels 1.425 habitatges principals, 730 estaven ocupats pels seus propietaris, 645 estaven llogats i ocupats pels llogaters i 50 estaven cedits a títol gratuït; 62 tenien una cambra, 112 en tenien dues, 244 en tenien tres, 428 en tenien quatre i 578 en tenien cinc o més. 947 habitatges disposaven pel capbaix d'una plaça de pàrquing. A 657 habitatges hi havia un automòbil i a 509 n'hi havia dos o més.

### Piràmide de població
La piràmide de població per edats i sexe el 2009 era:
| Homes | Edats   | Dones |
| ----- | ------- | ----- |
| 4     | 95 o +  | 12    |
| 16    | 90 a 94 | 24    |
| 16    | 85 a 89 | 68    |
| 20    | 80 a 84 | 36    |
| 100   | 75 a 79 | 100   |
| 36    | 70 a 74 | 72    |
| 100   | 65 a 69 | 72    |
| 72    | 60 a 64 | 64    |
| 72    | 55 a 59 | 84    |
| 108   | 50 a 54 | 88    |
| 128   | 45 a 49 | 84    |
| 104   | 40 a 44 | 148   |
| 116   | 35 a 39 | 92    |
| 128   | 30 a 34 | 124   |
| 88    | 25 a 29 | 88    |
| 68    | 20 a 24 | 100   |
| 128   | 15 a 19 | 88    |
| 100   | 10 a 14 | 124   |
| 100   | 5 a 9   | 104   |
| 108   | 0 a 4   | 100   |

## Economia
El 2007 la població en edat de treballar era de 1.975 persones, 1.454 eren actives i 521 eren inactives. De les 1.454 persones actives 1.295 estaven ocupades (736 homes i 559 dones) i 160 estaven aturades (75 homes i 85 dones). De les 521 persones inactives 202 estaven jubilades, 145 estaven estudiant i 174 estaven classificades com a «altres inactius».

### Ingressos
El 2009 a Durtal hi havia 1.407 unitats fiscals que integraven 3.315,5 persones, la mediana anual d'ingressos fiscals per persona era de 15.930 €.

### Activitats econòmiques
Dels 182 establiments que hi havia el 2007, 1 era d'una empresa extractiva, 3 d'empreses alimentàries, 3 d'empreses de fabricació de material elèctric, 1 d'una empresa de fabricació d'elements pel transport, 20 d'empreses de fabricació d'altres productes industrials, 16 d'empreses de construcció, 39 d'empreses de comerç i reparació d'automòbils, 11 d'empreses de transport, 17 d'empreses d'hostatgeria i restauració, 1 d'una empresa d'informació i comunicació, 11 d'empreses financeres, 7 d'empreses immobiliàries, 21 d'empreses de serveis, 19 d'entitats de l'administració pública i 12 d'empreses classificades com a «altres activitats de serveis».
Dels 55 establiments de servei als particulars que hi havia el 2009, 1 era una oficina d'administració d'Hisenda pública, 1 gendarmeria, 1 oficina de correu, 5 oficines bancàries, 7 tallers de reparació d'automòbils i de material agrícola, 1 taller d'inspecció tècnica de vehicles, 2 autoescoles, 3 paletes, 4 guixaires pintors, 3 fusteries, 3 lampisteries, 2 electricistes, 5 perruqueries, 4 veterinaris, 1 agència de treball temporal, 7 restaurants, 3 agències immobiliàries i 2 salons de bellesa.
Dels 14 establiments comercials que hi havia el 2009, 2 eren supermercats, 2 botiges de menys de 120 m², 2 fleques, 1 una carnisseria, 1 una llibreria, 1 una sabateria, 2 botigues d'electrodomèstics i 3 floristeries.
L'any 2000 a Durtal hi havia 59 explotacions agrícoles que ocupaven un total de 2.625 hectàrees.

## Equipaments sanitaris i escolars
El 2009 hi havia 1 centre de salut, 3 farmàcies i 1 ambulància.
El 2009 hi havia 1 escola maternal i 2 escoles elementals. Durtal disposava d'un col·legi d'educació secundària amb 316 alumnes.

## Poblacions més properes
El següent diagrama mostra les poblacions més properes.